# Gwara zachodniopomorska języka dolnoniemieckiego
Gwara zachodniopomorska (niem. Westpommersch) – etnolekt, którym posługiwała się ludność niemieckojęzyczna na Pomorzu, zarówno Przednim (Makleburgia) jak i Tylnym (Pomorze Zachodnie, Pomorze Gdańskie). Nie należy mylić gwary zachodniopomorskiej ze słowiańskimi gwarami zachodniopomorskimi używanymi przez słowiańskich mieszkańców Pomorza Zachodniego przed germanizacją.

## Historia
We wczesnym średniowieczu Pomorze zamieszkane było przez Słowian, przodków dzisiejszych Kaszubów. W tym czasie region zasiedlany był przez Niemców. Z tego powodu słowiańska ludność stopniowo ulegała germanizacji, ale jednocześnie język osadników – dolnoniemiecki ulegał też wpływom pomorskim. To doprowadziło do powstania nowej gwary germańskiej z licznymi slawizmami. Przesiedlenia ludności po II wojnie światowej doprowadziły do niemal całkowitego wymarcia gwary zachodniopomorskiej używanej na obszarze dzisiejszego województwa zachodniopomorskiego oraz zachodniej części pomorskiego. Gwara zachodniopomorska jest jednakże używana na terenie Meklemburgii-Pomorza Przedniego.